# Cystennin Fawr
Custennin (in gallese per Costantino, Constantinius in latino e Constantine in inglese; Segontium, 361? – ...) è un personaggio leggendario o comunque di non accertata storicità, indicato dalle fonti medievali gallesi come "sovrano" romano-britannico del Regno di Gwynedd (Galles settentrionale) e spesso confuso, nelle genealogie dei re britannici, con il personaggio storico e imperatore romano Costantino I di cui condivide l'appellativo il Grande (Fawr in gallese).
È ritenuto possibile, ma non documentabile, che il Costantino pseudostorico abbia un qualche fondamento reale. Si potrebbe forse trattare di un governatore provinciale romano o un capo militare britannico che dominò su una delle entità territoriali gallesi nate durante il collasso del dominio romano in Gran Bretagna.
Le fonti principali su Costantino sono la Historia Brittonum di Nennio e la Historia Regum Britanniae di Goffredo di Monmouth, che lo citano nella genealogia dei re britannici. Costantino, secondo queste fonti, è indicato con l'appellativo di Fawr e come figlio dell'imperatore romano Magno Massimo, che lo avrebbe generato con Elen, figlia del re britannico Eudaf Hen (Octavius in latino).
Magno Massimo è un personaggio storico e fu un condottiero romano e un usurpatore del soglio imperiale, tuttavia il legame con Elen e la discendenza avuta non ha come fonte una cronaca storica, ma è il tema centrale di uno dei racconti del Mabinogion, intitolato Breuddwyd Macsen Wledig (in gallese Sogno di Macsen Wleding), il cui protagonista Macsen Wleding è identificato con Magno Massimo. 
Gli altri personaggi non sono accertati storicamente, anche se viene ritenuta possibile una loro relazione con personaggi reali.
Il Sogno di Macsen Wledig è un racconto folkloristico gallese, ricco di elementi simbolici, e concorre a sostenere la pretesa discendenza imperiale romana dei re britannici; elemento che costituisce il tema dominante anche delle opere di Goffredo di Monmouth e Nennio.
La presenza di Costantino nelle liste dei re britannici è origine e conseguenza, infatti, della confusione di identità, nelle fonti letterarie e nella tradizione popolare gallese, di questo sovrano leggendario con l'imperatore romano omonimo e della confusione fra  Elen e Elena, madre di Costantino I.
L'insieme di queste fonti, traggono forte ispirazione o sono parte esse stesse, come il Mabinogion, del folklore celtico-gallese, ed è difficile separare i fatti reali da quelli leggendari (questi ultimi comunque prevalenti sui primi). 
Attualmente sono considerate, in gran parte, storicamente inattendibili, per quanto rimangano documenti decisivi e molto importanti nella genesi del ciclo arturiano che ha avuto una influenza consistente nella produzione letteraria e folkloristica europea, dal Medioevo fino a oggi.

### Fonti primarie
- Nennio, Historia Brittonum, manoscritto Harleian MS 3859
- Goffredo di Monmouth, Historia Regum Britanniae
- Mabinogion di anonimo del XII secolo

### Fonti secondarie
- Genealogia sintetica di Magno Massimo, su geocities.com. URL consultato il 14 ottobre 2006 (archiviato dall'url originale l'11 ottobre 2008).